# 日本一のゴリガン男
『日本一のゴリガン男』（にっぽんいちのゴリガンおとこ）は、1966年3月16日に公開された日本映画。東宝配給。植木等主演の「日本一の男シリーズ」第4作目で、個人で会社と契約し（後に“フリーランス”と呼称されるようになる就業形態の原型である）、モーレツに働く男の活躍を描く。東宝クレージー映画・全30作品中、ハナ肇と谷啓がどちらも出演していない唯一の作品でもある。「ゴリガン」とは当時の資料によると、「御利願」という名古屋のスラングだという。

## あらすじ
「西北商事」の社員、日本等（ひのもとひとし）は空から降ってきた鉄骨に当たって脳外科手術を受ける。その際、脳みそに溜まっていた余分なカスや水分をついでに取り除いてもらい、日本は頭の回転が100倍のスーパーサラリーマンとなった。しかし、退院したその足で向かった会社は半年前に倒産していたうえ、そのビルには「統南商事」という別の会社が入っていた。ならばと、日本は統南商事内に自らの課「日本等課」を創設し、電話帳を駆使して次から次へと商談をまとめていくが、会社は倒産寸前の状態に陥っていた。

## ロケ地

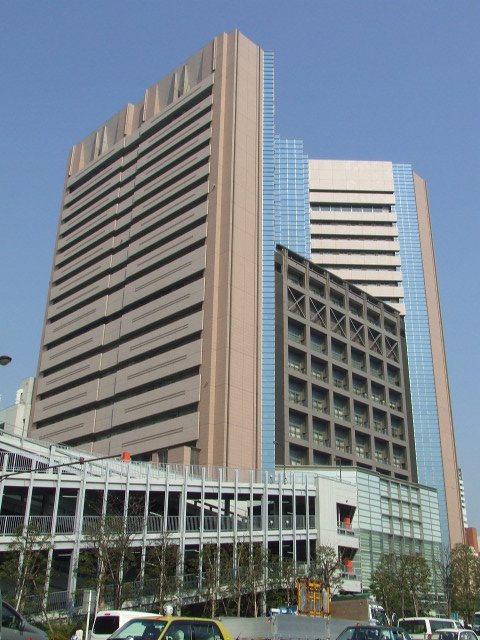
等が脳外科手術を受けた「第一脳外科病院」として映された「国立がん研究センター」

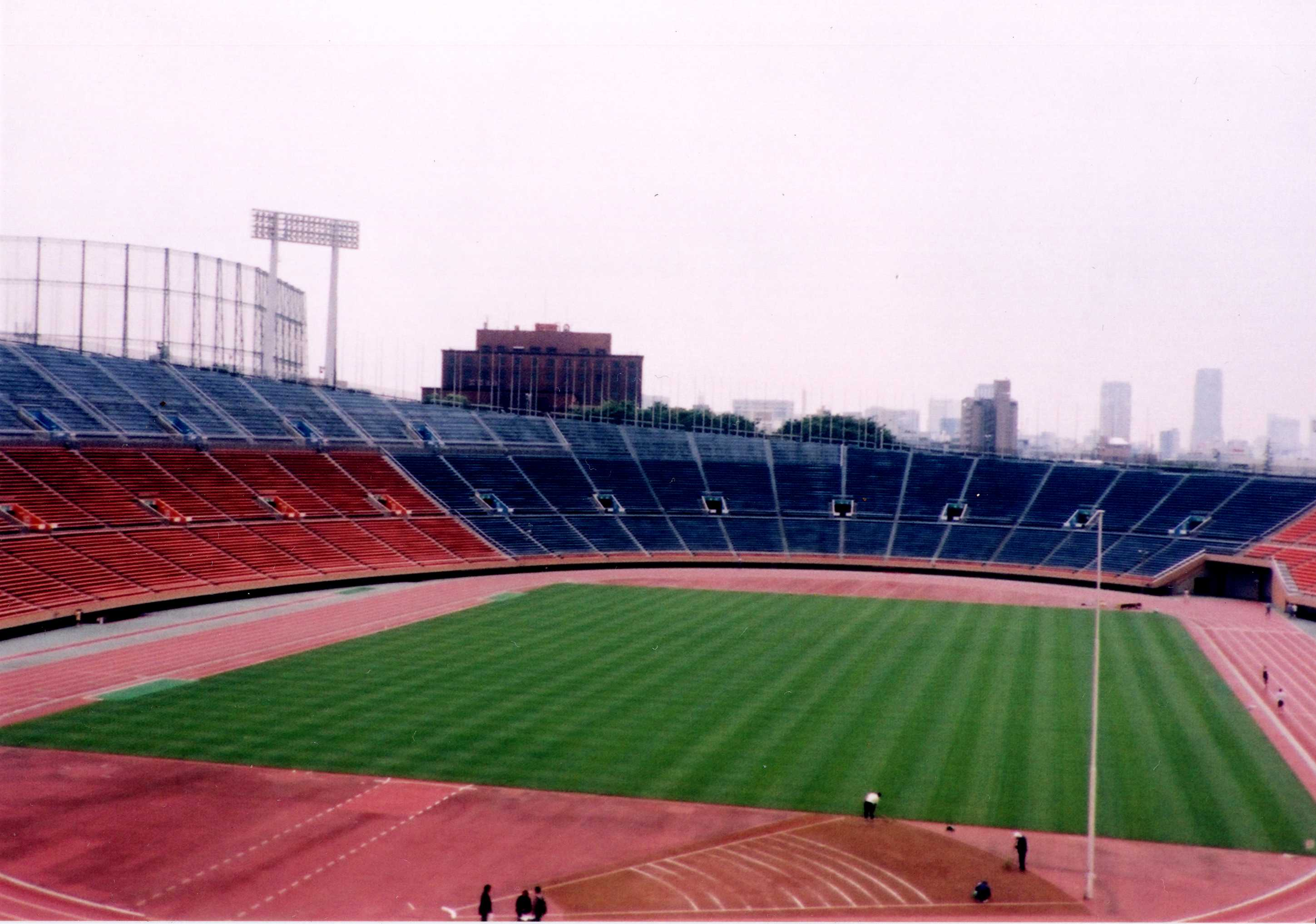
等が「おもちゃのマーチ〜戦争ごっこ」を歌った「国立競技場」

- 北新宿百人町交差点周辺
- 国立がん研究センター
- 采女橋
- 大和証券本社
- 船橋ヘルスセンター
- 蔵前1丁目
- 国立競技場
- 富士霊園
- 岸記念体育会館
- 護国寺
- 築地1丁目 鰻・宮川本店前
- 東京プリンスホテル
- 川崎市水道局長沢浄水場
- 銀座4丁目交差点
- 赤坂見附
- 銀座4丁目 北水ビルNo.3近辺
- 日本科学技術振興財団「科学技術館」

## スタッフ
- 監督 - 古澤憲吾
- 製作 - 渡辺晋、森田信
- 監督助手 - 長野卓、砂原博泰、河崎義祐
- 脚本 - 笠原良三
- 撮影 - 小泉福造
- 撮影助手 - 志賀邦一、松尾民夫、亀井久、古山正
- 音楽 - 宮川泰
- 美術 - 竹中和雄
- 録音 - 増尾鼎
- 整音 - 下永尚
- 照明 - 隠田紀一
- 編集 - 黒岩義民
- 合成 - 松田博
- 振付 - 竹部薫
- 記録 - 黒岩美穂子
- スチール - 田中一清
- 現像 - 東京現像所

## キャスト
- 日本等 - 植木等
- 左右山貫太郎 - 進藤英太郎
- 左右山百合子 - 浜美枝
- 石亀営業課長 - 人見明
- 浅利営業部長 - 藤村有弘
- 皿田 - 田中邦衛
- 友永 - 桜井センリ
- 小熊 - ルーキー新一[注釈 3]
- 岡持 - 潮万太郎
- 熱水 - 沢村いき雄
- 黒川 - 柳谷寛
- 寺の住職 - 左卜全
- ゴット大統領 - 中村哲
- 医学博士 - 清水元
- 中仏 - 北竜二
- 国防隊司令官 - 佐々木孝丸
- 国防隊参謀 - 大友伸
- 山北 - 田武謙三
- 高井戸 - 石田茂樹
- 黒山 - 宮田洋容
- 大黒 - 田中淳一
- 泡口 - 堤康久
- えみ子 - 芝木優子
- 刺客 - 二瓶正也
- 葬式の受付 - 大前亘
- 毎朝新聞集金係 - 小川安三
- アラジニア大使館の通訳 - 野村明司
- 吉田（統南商事社員） - 荒木保夫
- 統南商事社員 - 渋谷英男、伊藤実、門脇三郎、関田裕
- 黒原 - 藤田まこと
- りり子 - 野川由美子

## 挿入歌
「遺憾に存じます」
作詞 - 青島幸男 / 作曲 - 萩原哲晶 / 歌 - 植木等
※冒頭、アカペラで少しだけ歌われる。
「何が何だかわからないのよ」
作詞 - 笠原良三 / 作曲 - 宮川泰 / 歌 - 植木等
「シビレ節」
作詞 - 青島幸男 / 作曲 - 宮川泰 / 歌 - 植木等、人見明
「おてもやん」
歌 - 植木等、人見明
民謡。
「オモチャのマーチ〜戦争ごっこ」
作詞 - 不詳（原曲は海野厚） / 作曲 - 小田島樹人 / 歌 - 植木等
「いろいろ節」
作詞 - 青島幸男 / 作曲 - 萩原哲晶 / 歌 - 植木等
※アカペラ。
「山寺の和尚さん〜坊主丸もうけの唄」
作詞 - 不詳（原曲は久保田宵二） / 作曲 - 服部良一 / 歌 - 植木等
「柔 (美空ひばりの曲)」
作詞 - 関沢新一 / 作曲 - 古賀政男 / 歌 - 植木等
※アカペラ。
「さよならはダンスの後に」
作詞 - 横井弘 / 作曲 - 小川寛興 / 歌 - 植木等
※アカペラ。倍賞千恵子のヒット曲。
「水のファンタジー」
作詞 - 笠原良三 / 作曲 - 宮川泰 / 歌 - 植木等
「だまって俺について来い」
作詞 - 青島幸男 / 作曲 - 萩原哲晶 / 歌 - 植木等
※アカペラ。

## 同時上映
- 『何処へ』（1966年版）